# Eastrea
Eastrea is een dorp in het Engelse graafschap Cambridgeshire. Het dorp ligt in het district Fenland en telt 640 inwoners.